# 무라카와 다이스케
무라카와 다이스케(일본어: 村川大介, 1990년 12월 14일 효고현 니시노미야시 ~ )는 일본의 바둑 기사이다. 모리야마 나오키 9단의 문하생이다.

## 약력
- 1990년 일본 효고현 니시노미야시 출생
- 2002년 입단 및 초단(간사이 기원 최연소 프로 입단 ※11세 10개월)
- 2004년 2단 승단
- 2005년 3단 승단
- 2006년 신인상 수상
- 2007년 4단 승단
- 2008년 5단 승단
- 영정(永井)상 2회 수상
- 2010년 제15회 삼성화재배 본선, 7단 승단
- 2011년 제36기 일본 신인왕전 우승
- 2012년 제4회 비씨카드배 32강
- 2013년 제20기 아함동산배 우승(대 시다 다쓰야), 제15회 중일 아함동산배 준우승 (대 롄샤오)
- 2014년 제62기 일본 왕좌전 우승(대 이야마 유타 9단 3-2), 8단 승단
- 2015년 제63기 일본 왕좌전 준우승(대 이야마 유타 9단 0-3)
- 2016년 제41기 일본 작은기성전 준우승(대 이야마 유타 9단 0-3)
- 2018년 제56기 일본 십단전 준우승(대 이야마 유타 9단 0-3)
- 2019년 제57기 일본 십단전 우승(대 이야마 유타 9단 3-1), 9단 승단